# Ober-Hambach
Ober-Hambach ist ein Stadtteil von Heppenheim im südhessischen Landkreis Bergstraße und gehört zu dessen Ortsbezirk Hambach.

## Geographische Lage
Das Dorf liegt etwa zwei Kilometer oberhalb von Unter-Hambach. Die kleine Gemarkung von Ober-Hambach liegt, vom Unter-Hambacher Wald umgeben, als Rodungsinsel am Oberlauf des Hambachs im Vorderen Odenwald.
Die am nächsten gelegenen Ortschaften sind Gronau im Norden, Schannenbach im Nordosten, Mittershausen-Scheuerberg im Osten, Kirschhausen im Süden und Unter-Hambach im Westen. Wegen der Tallage besteht nur nach Unter-Hambach eine direkte öffentliche Straßenverbindung. Die anderen Nachbarorte sind nur über Wirtschafts- bzw. Forstwege erreichbar.

## Geschichte
Ober-Hambach ist vermutlich im 10. Jahrhundert entstanden. Die erste erhalten gebliebene urkundliche Erwähnung als Heimbach weist in die Zeit um 1200. Obernheimbach ist für das Jahr 1487 dokumentiert. Um die Wasserkraft des Hambachs zu nutzen, wurden etwa ein Dutzend Mühlen errichtet.
Mit Bildung der Landgerichte im Großherzogtum Hessen war ab 1821 das Landgericht Fürth das in erster Instanz für Ober-Hambach zuständige Gericht. 1840 wechselte die Zuständigkeit zum Landgericht Lorsch. Nach Umsetzung des Gerichtsverfassungsgesetzes im Großherzogtum mit Wirkung vom 1. Oktober 1879 wurden die bisherigen Landgerichte durch Amtsgerichte an gleicher Stelle ersetzt, während die neu geschaffenen Landgerichte nun als Obergerichte fungierten. In Ober-Hambach war nun das Amtsgericht Lorsch zuständig, das im Bezirk des Landgerichts Darmstadt lag.
Bis 1829 wurden Ober-Hambach und Nieder-Hambach hinsichtlich der Einwohnerzahlen statistisch getrennt erfasst. Im Jahr 1834 ist erstmals eine Einwohnerzahl der Gemeinde Hambach dokumentiert. Daraus kann geschlossen werden, dass beide Gemeinden spätestens damals verwaltungsmäßig zusammengeschlossen wurden, allerdings bis auf den heutigen Tag unter Beibehaltung eigenständiger Gemarkungen. Im Vorfeld der Gebietsreform in Hessen entschied sich die Gemeinde Hambach zu einer Eingliederung in die Stadt Heppenheim noch vor Jahresende 1971, dessen Stadtteil Ober-Hambach seitdem ist.
Im April 1910 wurde im Ort von Paul Geheeb und seiner Frau Edith die reformpädagogisch orientierte Odenwaldschule gegründet, die bis zu ihrer Auflösung (in Folge eines bundesweit Aufsehen erregenden Missbrauchsskandals) im Jahr 2015 bestand. Erstes Schulhaus war das 1909 von Geheeb erworbene Gebäude der ehemaligen „Kurpension Lindenheim“, das spätere „Goethehaus“.

## Kultur
Bis in die 1970er Jahre stand am Ortseingang von Ober-Hambach eine Marienkapelle. Sie war baufällig geworden und musste abgerissen werden. Um die Tradition eines solchen kleinen Ortes der Besinnung und des Gebetes fortzusetzen, wurde ein Kapellchenverein gegründet, der im Oberdorf ein Grundstück für 99 Jahre als Erbbaurecht erhielt. Im März 2004 erfolgte die Grundsteinlegung und am 1. September das Richtfest.
Die Glasfenster wurden von dem Künstler William Keaton entworfen und verwirklicht. Dargestellt werden Elemente aus der unmittelbaren Umgebung des Kapellchens: Das Holz für den Wald, das Wasser des Baches, die Früchte und die Vögel und über der Madonna in dem runden Fenster eine Rose. Denn das Hambachtal nennt man auch „Tal der Rosen“. Das Eingangstor mit den zwei Kreuzen und dem angedeuteten Bachlauf wurde entworfen und geschmiedet von Schülern in den Lehrwerkstätten der Odenwaldschule. Eine Mutter-Gottes-Statue aus dem Besitz der Kirchengemeinde Sankt Michael fand hier bei der Weihe am 1. Mai 2005 ein neues Zuhause.
Am 5. Mai 2007 besuchte Bischof Karl Lehmann das Kapellchen. Der Kardinal holte den Segen nach, den er zur Einweihung durch ein Grußwort nur schriftlich übermitteln konnte. Das Kapellchen zieht im Jahresablauf viele Festveranstaltungen und Feierlichkeiten an und wurde so zum Mittelpunkt des Dorflebens.
Im Mai 1928 hielt sich der Maler Karl Schmidt-Rottluff für einige Tage in "Oberhambach im Odenwald" auf.

## Verkehr
Die von Heppenheim über Unter-Hambach nach Ober-Hambach führende Kreisstraße K 57 endet hier und führt als asphaltierte Forststraße nach Schannenbach weiter. Diese Forststraße ist sonn- und feiertags für den Verkehr gesperrt.